# Wendy Lee Queen

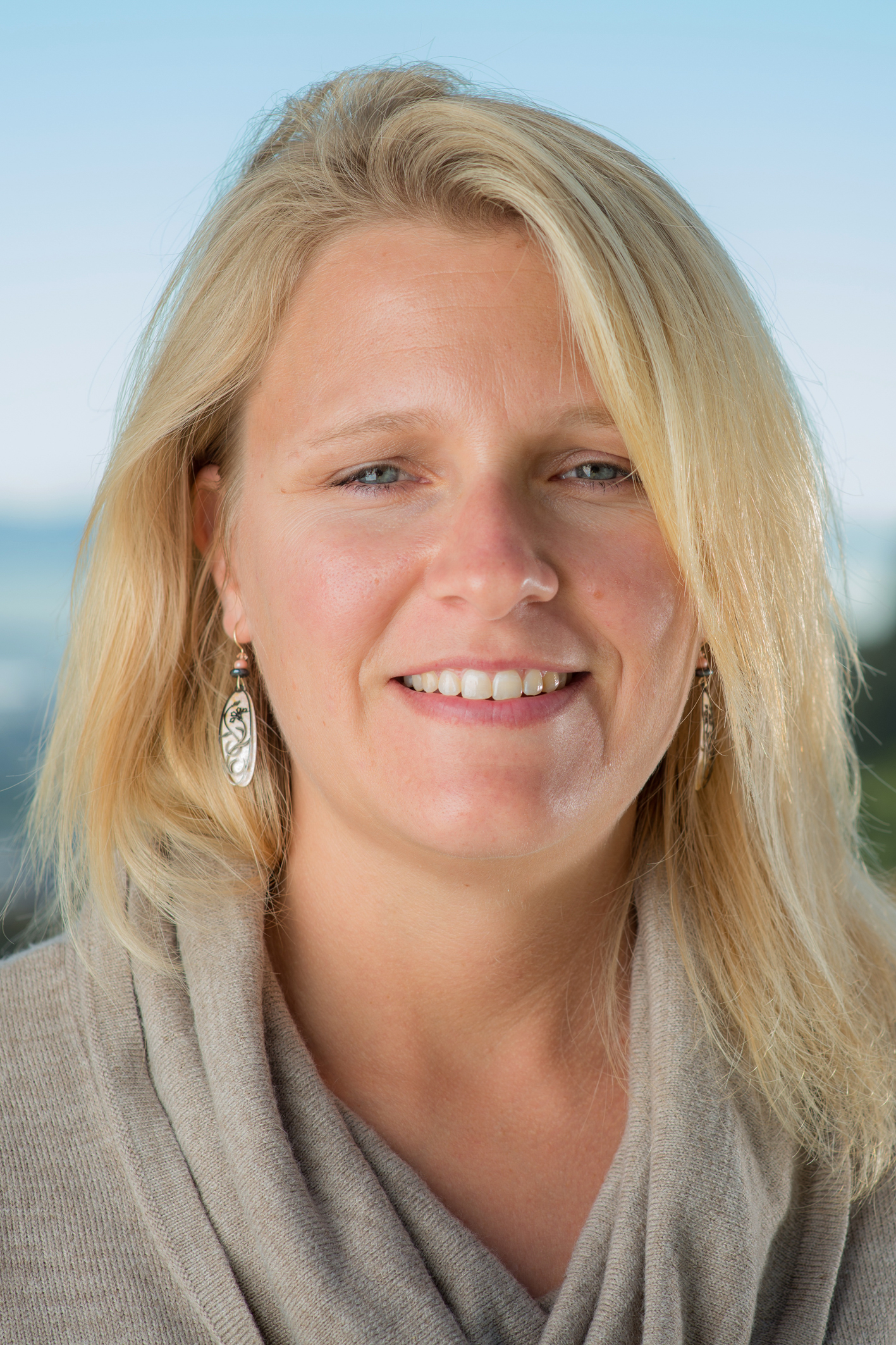
Wendy Lee Queen (2013)

Wendy Lee Queen (* 1981 in South Carolina) ist eine amerikanische Chemikerin und Materialwissenschaftlerin. Ihr Forschungsinteresse konzentriert sich auf die Entwicklung und Produktion von hybriden organisch-anorganischen Materialien an der Schnittstelle von Chemie, Chemieingenieurwesen und Materialwissenschaften. Seit 2020 ist sie als Tenure-Track-Assistenzprofessorin an der École polytechnique fédérale de Lausanne (EPFL) in der Schweiz tätig, wo sie das Labor für funktionelle anorganische Materialien (Laboratory for Functional Inorganic Materials) leitet.

## Karriere
Queen studierte Chemie und Mathematik an der Lander University in Greenwood, South Carolina, USA. Danach promovierte sie in anorganischer Chemie an der Clemson University unter der Leitung von Shiou-Jyh Hwu. Im Jahr 2009 wechselte sie zum Center for Neutron Research am National Institute of Standards and Technology. Von 2011 bis 2012 war sie Gastwissenschaftlerin in der Forschungsgruppe von Jeffrey R. Long an der University of California, Berkeley, bevor sie als Postdoc bei Craig Brown an das Center for Neutron Research zurückkehrte.
Als Projektwissenschaftlerin wechselte Queen 2012 zur Molecular Foundry am Lawrence Berkeley National Laboratory. Hier half sie beim Aufbau eines neuen Programms, das sich auf die Synthese und Charakterisierung von porösen Adsorptionsmitteln konzentrierte. Während ihrer Zeit dort arbeitete sie an einer Reihe von Projekten zur Verwendung von polymeren metallorganischen Gerüstverbindungen (MOFs) oder MOF-basierten Membranen für eine Vielzahl global relevanter Gastrennungen wie der Abscheidung von Kohlendioxid aus Abgasen und Wasserabscheidung aus der Luft.
Im Jahr 2015 wurde sie als Tenure-Track-Assistenzprofessorin am Fachbereich Chemieingenieurwesen (Department of Chemical Engineering) der École polytechnique fédérale de Lausanne (EPFL) in der Schweiz nominiert. Ihr funktionelle anorganische Materialien (Laboratory for Functional Inorganic Materials) befindet sich auf dem Wallis Campus der EPFL in Sitten.

## Forschung
Queens Forschung konzentriert sich auf die Synthese und Charakterisierung neuartiger poröser Adsorptionsmittel, im Speziellen auf metallorganische Gerüstverbindungen, und der damit verbundenen Verbundwerkstoffe, die für eine Reihe von Wirt-Gast-Strukturen von Interesse sind. Ihre Forschung zielt darauf ab, zur Lösung global relevanter Probleme beizutragen, wie beispielsweise der Reduzierung des Energieverbrauchs, der Verringerung von CO2-Emissionen, Wasserreinigung, der Gewinnung wertvoller Rohstoffe aus Abfall sowie effizienteren chemischen Umwandlungsprozessen.
Die Literatur- und Zitationsdatenbank Web of Science weist Wendy Queen als Autorin oder Mitautorin von 75 wissenschaftlichen Fachartikeln mit einem h-Index von 24 aus (Stand: Oktober 2020).
Zu Queens Beiträgen, die sich an eine breitere Öffentlichkeit wenden, gehören ein TEDx-Vortrag 2017 mit dem Titel Cut Carbon to Save Lives („Kohlenstoff reduzieren, um Leben zu retten“), ein Artikel im Onlinemagazin Aeon zur Frage Could mining gold from waste reduce its great cost? („Könnte der Abbau von Gold aus Abfällen seine hohen Kosten senken?“) und Auftritte in den Medien.

## Auszeichnungen
Queen wurde 2020 als eine der Talented 12, d. h. der „talentierten 12“, der Zeitschrift Chemical & Engineering News präsentiert. Sie ist Mitglied im wissenschaftlichen Beirat des Startup-Unternehmens novoMOF.